# Chalfont St Peter
Chalfont St Peter est un village et une paroisse civile du district de Chiltern, dans le sud-est du Buckinghamshire, en Angleterre.    

## Présentation
Chalfont St Peter appartient à un groupe de villages appelé The Chalfonts qui comprend également Chalfont St Giles et Little Chalfont. Les villages se trouvent entre High Wycombe et Rickmansworth. Chalfont St Peter est l'un des plus grands villages du Royaume-Uni avec près de 13 000 habitants. La population urbaine de Chalfont St Peter et Gerrards Cross est de 19 622 habitants, les deux villages étant considérés comme une seule zone par l'Office for National Statistics. 

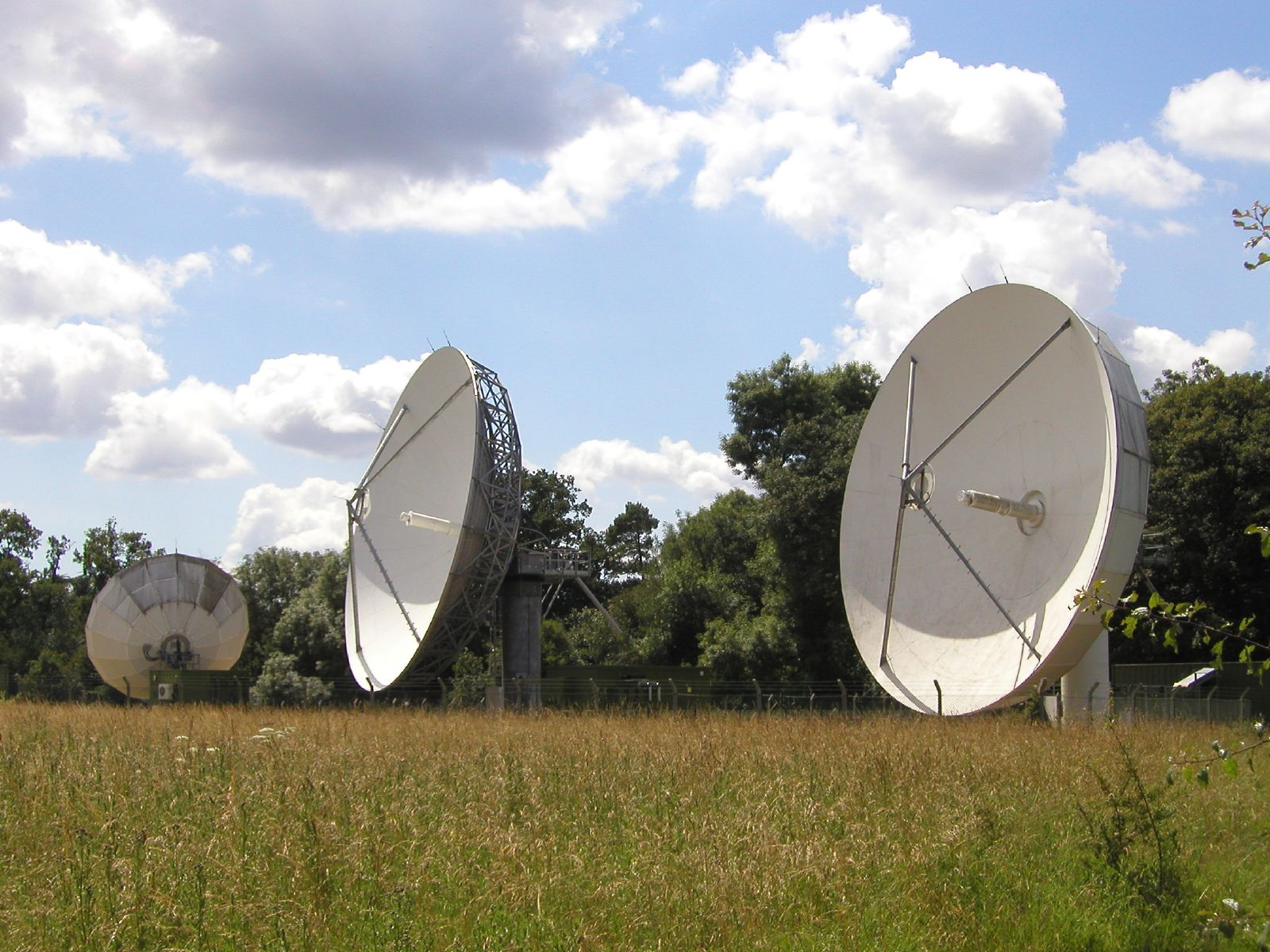
Le Chalfont Grove Teleport comprend plusieurs grandes antennes paraboliques.

Le siège de Bradt Travel Guides, fondé par Hilary Bradt en 1974, est situé à Chalfont St Peter. 

## Personnalités liées au village
- Lewis Collins (1946-2013), acteur, connu pour son rôle de Bodie dans la série d'action LWT Les Professionnels. Il a vécu à 'Mopes Farmhouse' du début des années 1980 jusqu'à son déménagement à Los Angeles au début des années 1990.
- John Laurie (1897–1980), acteur, connu pour son rôle du soldat James Frazer, dans la sitcom de la BBC, Dad's Army[1]
- Patrick O'Brian (1914-2000), l'auteur de la série de romans Les Aubreyades y est né[2]
- Dame Margaret Rutherford (1892-1972), actrice, surtout connue pour son rôle de Miss Marple dans plusieurs films librement inspirés] des romans d'Agatha Christie[3]
- Alan Nunn May (1911-2003), physicien et espion[4]